# Mayak (Beyləqan)
Mayak è un comune dell'Azerbaigian situato nel distretto di Beyləqan. Conta una popolazione di 726 abitanti.